# Cloverport
Cloverport è un comune degli Stati Uniti d'America, situato nello Stato del Kentucky, nella Contea di Breckinridge.
La città, sorta sulle rive del fiume Ohio, è iscritta al registro nazionale dei luoghi di interesse storico (National Register of Historic places).

## Storia
Cloverport assunse l'attuale nome nel 1828 per via dell'abbondanza di trifogli, in inglese clover, che ricoprivano le sponde del fiume.
Il 13 marzo 1901 un enorme incendio imperversò in città lasciando circa la metà della popolazione senza un tetto e distruggendo quasi tutti gli edifici commerciali tra cui i magazzini della American Tobacco Company, si stima che i danni siano stati di circa 500.000$ dell'epoca.
Nel 1903 la Murray Roofing Tile Company aprì in città una fabbrica di tegole, poi venduta alla National Gypsum nel 1959.
Nel 1929 a seguito della fusione tra la locale azienda ferroviaria e la L&N le officine di riparazione vennero chiuse e i terreni su cui erano costruite restituiti alla città insieme a un risarcimento di 20.000$.
La chiusura delle officine rappresentò la fine dell'epoca di prosperità per la città, da quel momento, infatti, si assistette a un importante calo demografico dovuto alla mancanza di lavoro.
Nel 1996 la città venne insignita del titolo di Kentucky Main Street Community, in onore della storia e del senso di appartenenza di Clovenport, valori sui quali costruire la ricrescita.

## Monumenti e luoghi d'interesse
- Distretto storico di Cloverport (1983), quartiere storico con edifici di fine '800 e inizio '900;[8]
- Cimitero Murray (1818), cimitero cittadino utilizzato sin dal 1818;[9]
- Deposito dei treni di Cloverport (1996), museo in cui sono esposti particolari ferroviari, locomotive e altre memorabilia del passato commerciale della città[7]